# Aposematismus

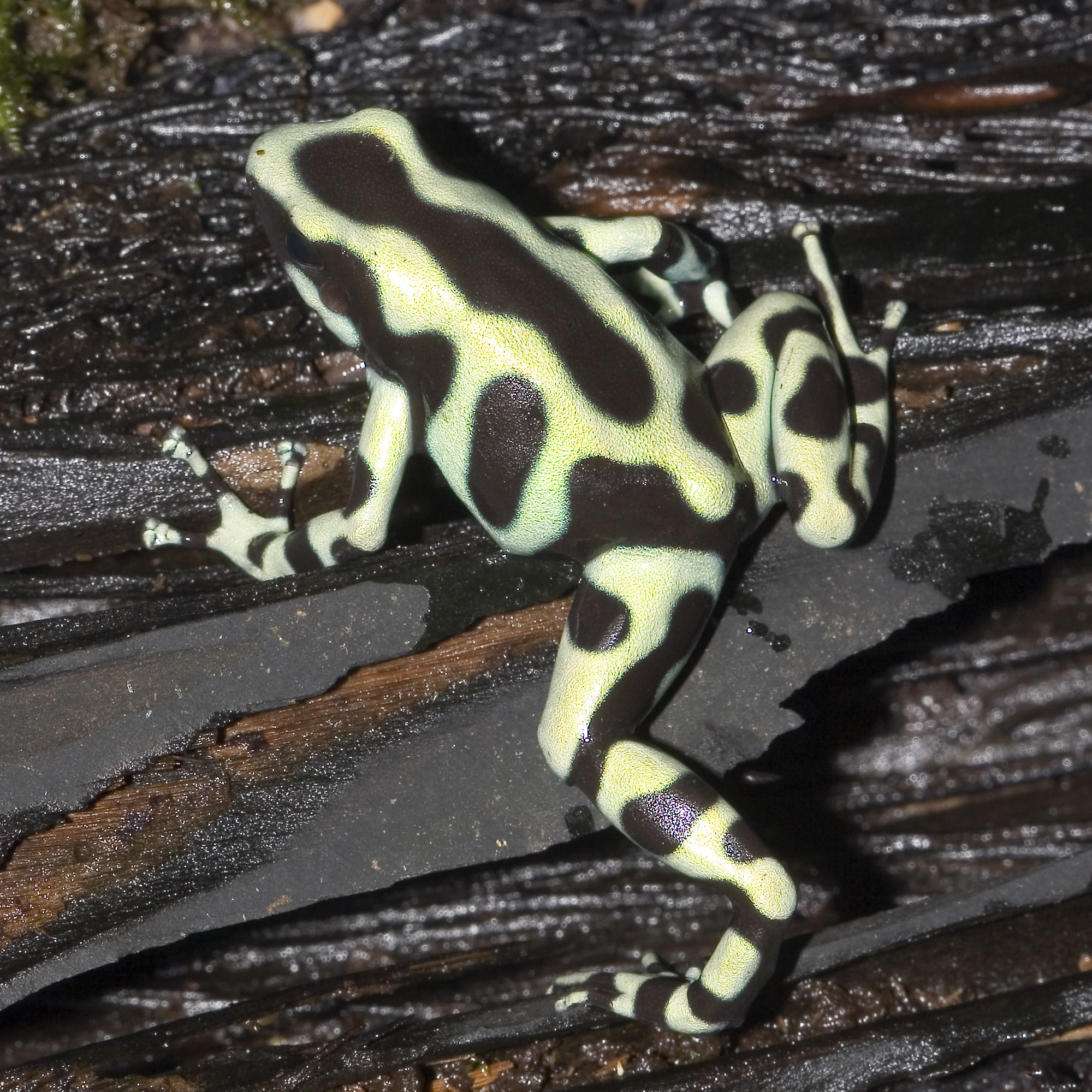
Der Goldbaumsteiger zählt zu den aposematisch gefärbten Tieren

Aposematismus, gelegentlich auch Warnfärbung genannt, bezeichnet in der Verhaltensbiologie die auffällige Färbung von Tieren, mit der potentiellen Fressfeinden nicht nur Präsenz, sondern auch Ungenießbarkeit und/oder Wehrhaftigkeit signalisiert wird. Aposematismus ist damit das Gegenteil der Tarnung. Andererseits verschwimmen, aus der Ferne betrachtet, die Konturen von Warnzeichnungen und können dann bei einigen Tieren durchaus einer Tarnfärbung entsprechen.
Aposematisch gefärbte Tiere sind entweder wehrhaft, weil sie Giftstacheln besitzen oder über andere aktive Abwehrmechanismen verfügen, oder sie schmecken unangenehm, sind ungenießbar oder gar giftig. Meist ist eine einzige Begegnung ausreichend, damit potentielle Fressfeinde eine lebenslange Aversion gegenüber aposematisch gefärbten Tieren entwickeln. Insbesondere bei Schmetterlingsraupen findet man neben gut getarnten Raupen auch solche, z. B. die Raupe der Erlen-Rindeneule, die ihre Ungenießbarkeit über eine auffällige Färbung signalisieren. Weitere Beispiele sind die Kugelfische, Muränen, Pfeilgiftfrösche und auch einige heimische Amphibien wie zum Beispiel Feuersalamander und Unken.

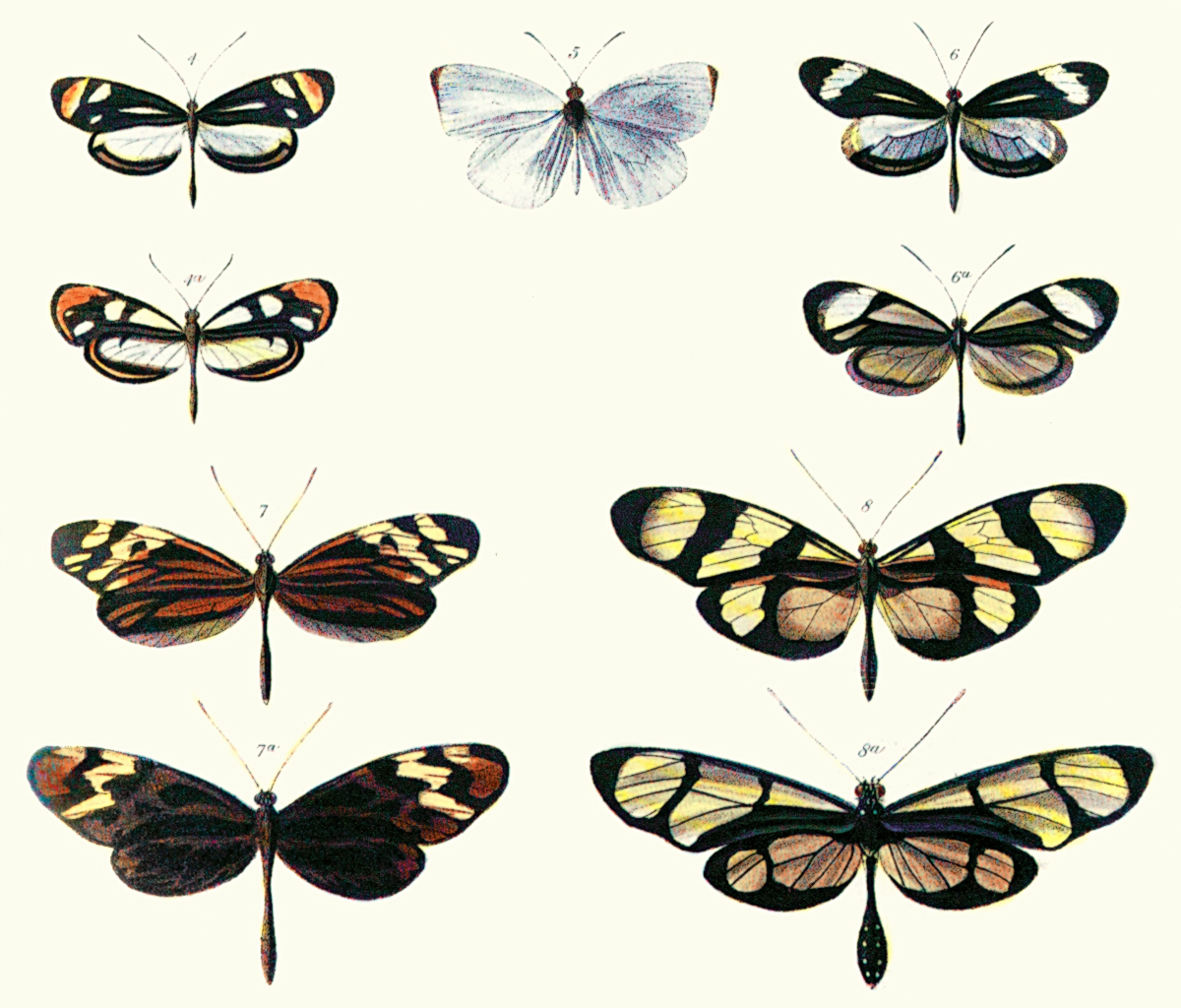
Abbildung von Henry Walter Bates (1862). Die obere und die dritte Reihe zeigen Dismorphia-Arten (Mimikry), die zweite und die letzte Reihe zeigen Ithomiini-Arten (Aposematismus).

Da Fressfeinde in der Regel die Aversion gegenüber aposematisch gefärbten Arten entwickeln müssen, werden immer wieder Individuen einer solchen Art verletzt oder sogar gefressen. Sie dienen als Lehrmodell des Fressfeindes. Diese Kosten der auffälligen Färbung sind jedoch über alle Individuen einer Population verteilt. Die evolutionäre Entwicklung des Aposematismus ist dagegen noch umstritten. Eine Warnfärbung, die durch eine Mutation erstmals bei einem Individuum auftritt, erhöht im Vergleich zu getarnten Individuen ihr Prädationsrisiko. Ein Erklärungsansatz ist, dass sich zuerst die Ungenießbarkeit oder Wehrhaftigkeit ausbildet und erst bei höheren Populationsdichten Warnfärbungen entwickeln.
Einige an sich genießbare und nicht wehrhafte Arten bilden die Merkmale aposematischer Arten nach, um potenzielle Feinde abzuschrecken. Diese Strategie wird als Mimikry bezeichnet.
Giftige Kraken können ihren Aposematismus bei Bedarf noch steigern, indem Muskelzellen die Warnmuster zusätzlich pulsieren lassen, so bei den Blaugeringelten Kraken.

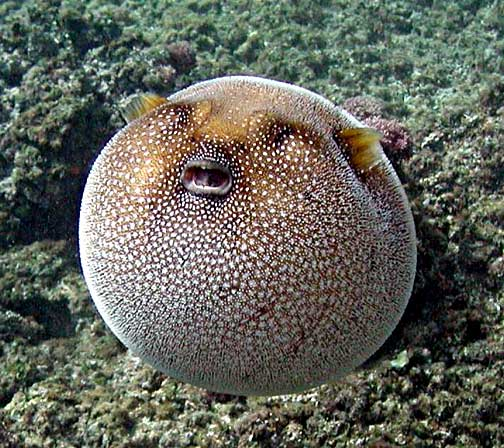
Kugelfische
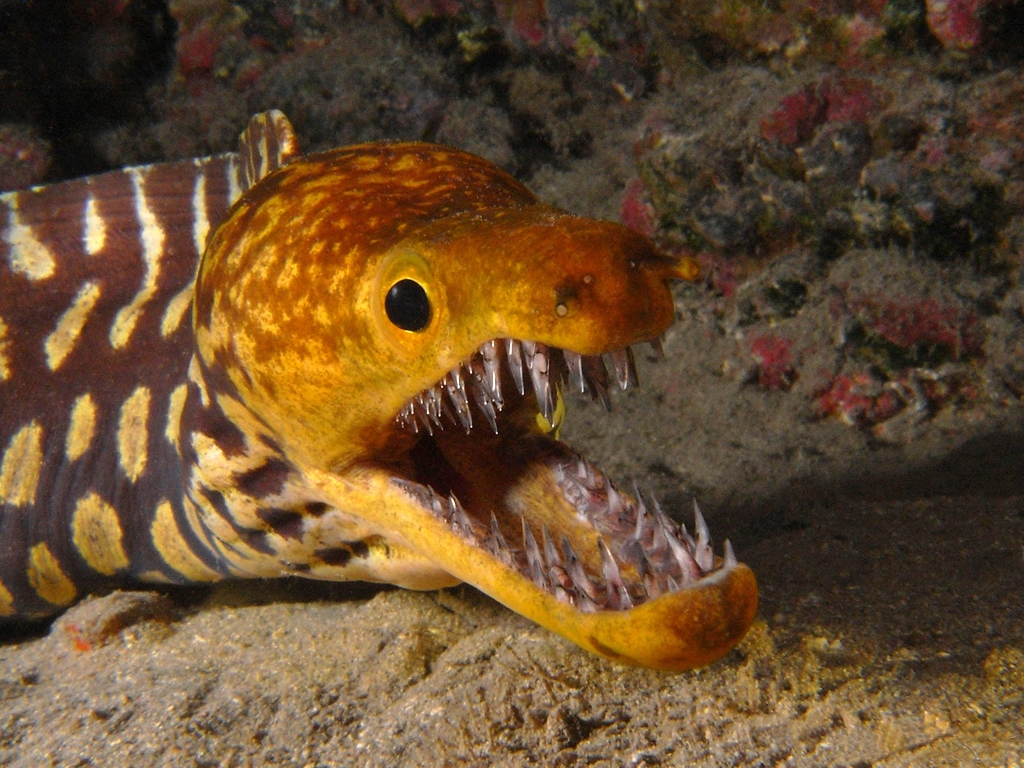
Tigermuräne
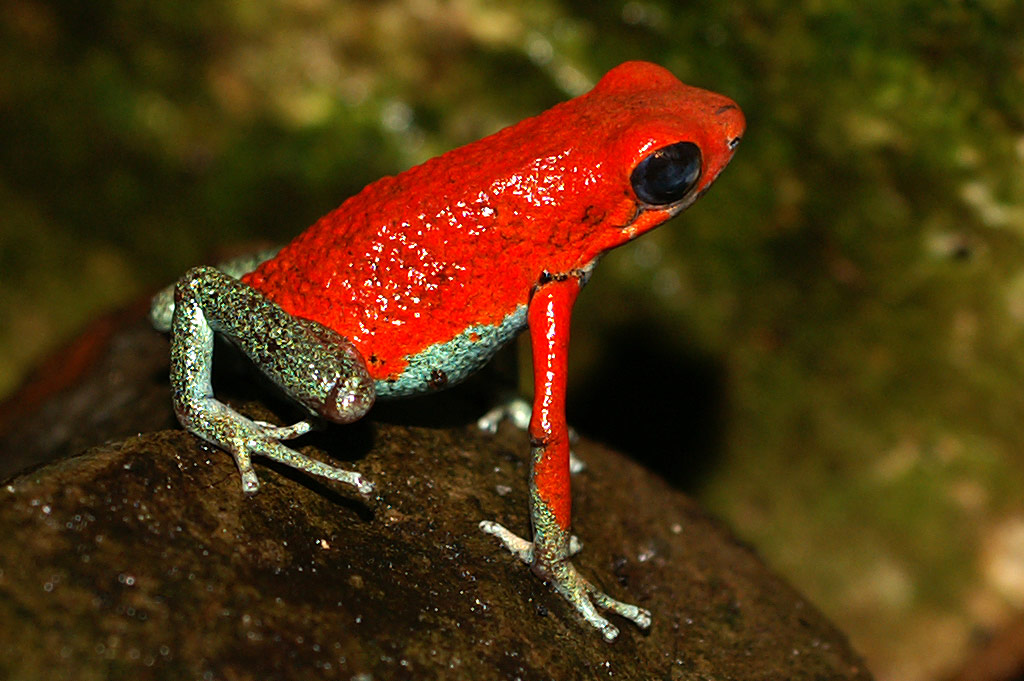
Baumsteigerfrösche
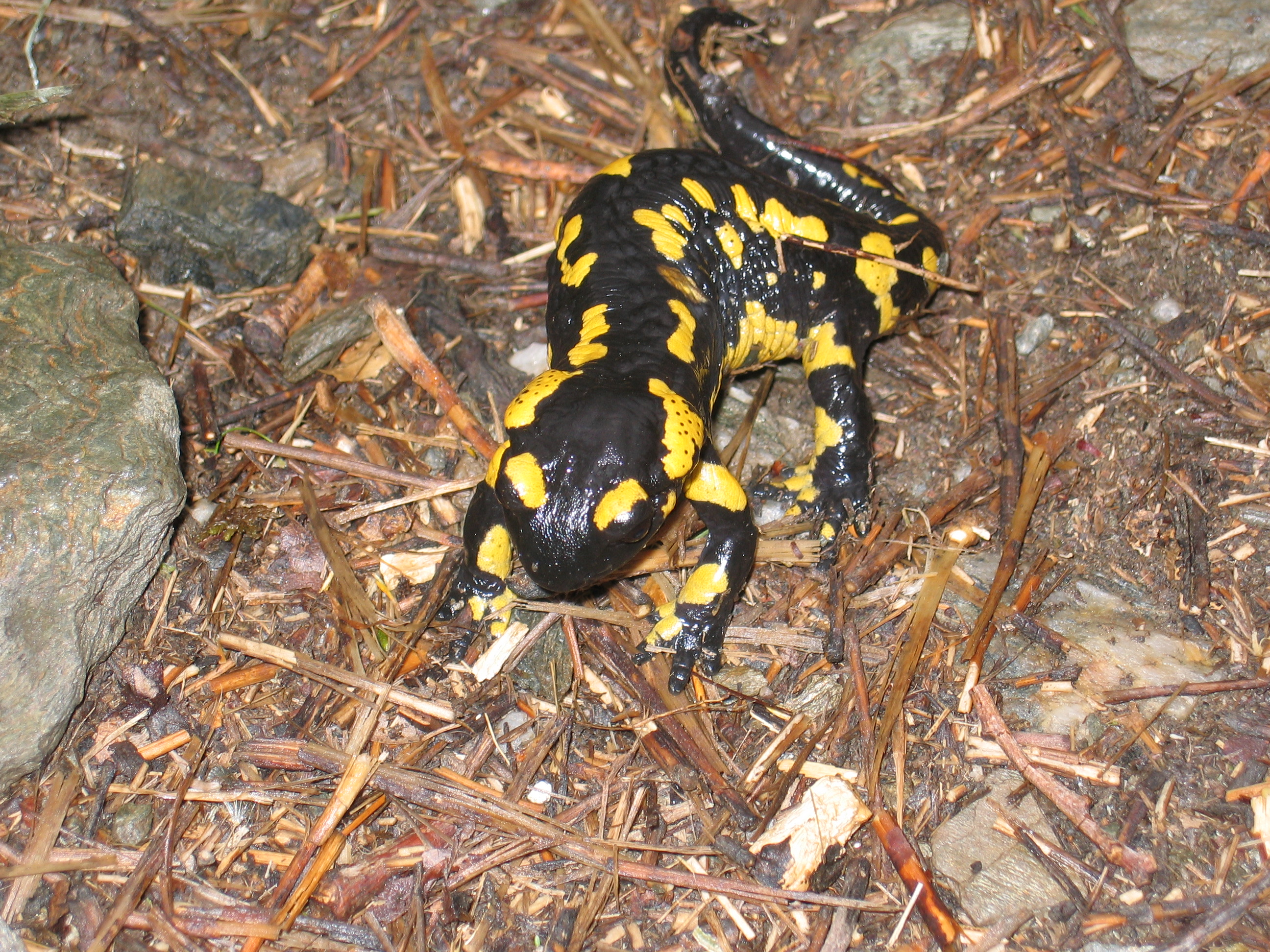
Feuersalamander
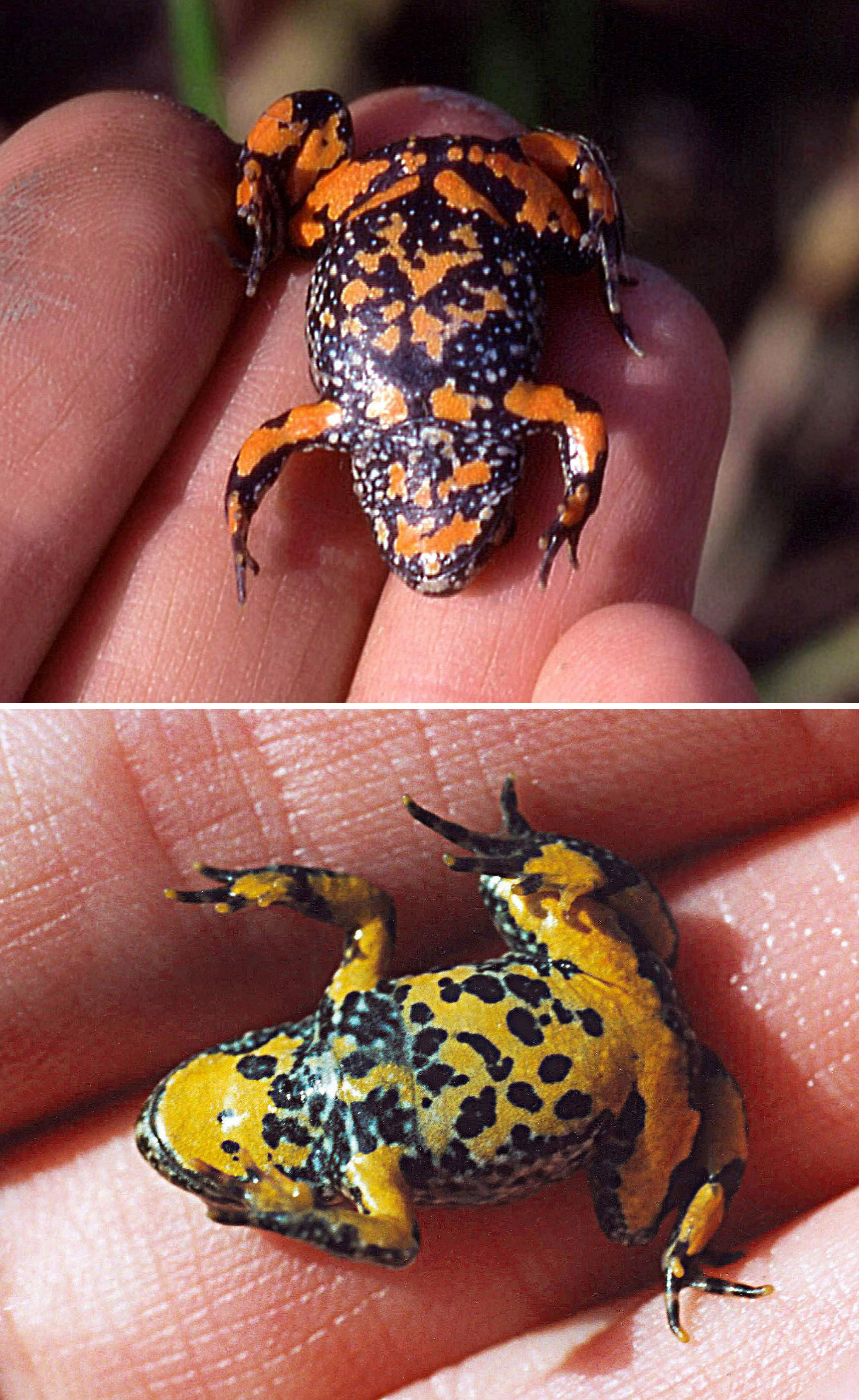
Unken
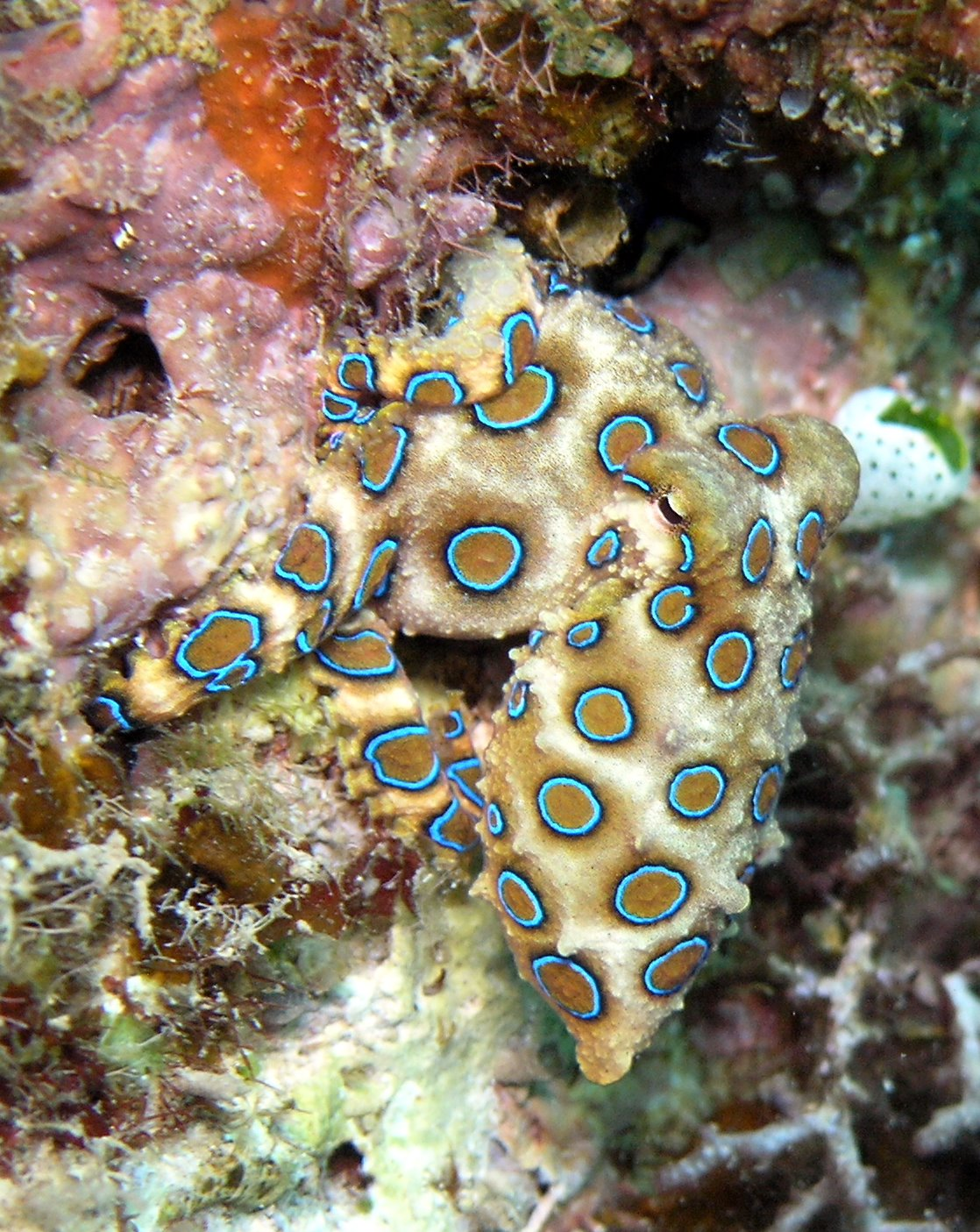
Großer Blaugeringelter Krake (Hapalochlaena lunulata)
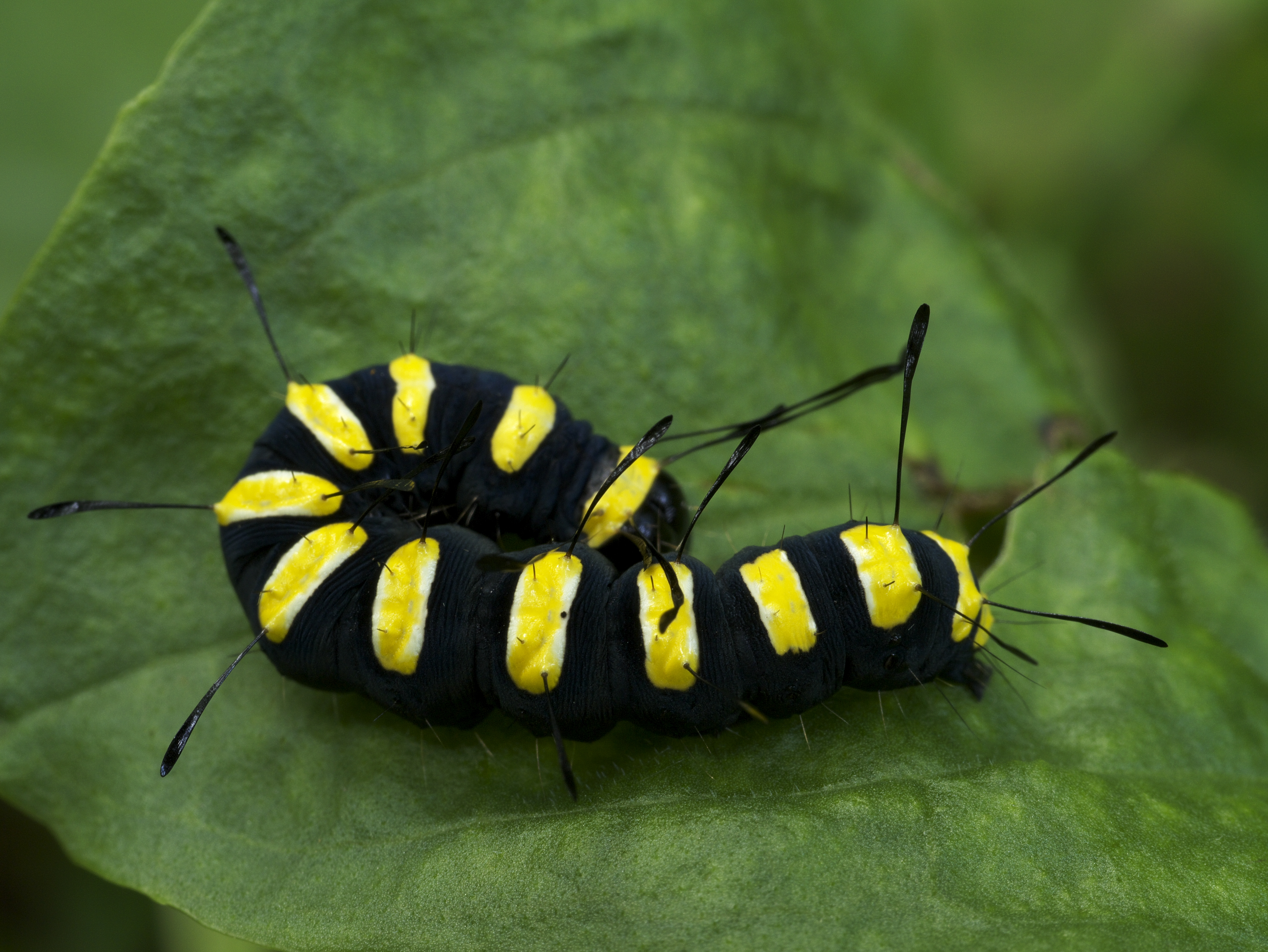
Larve der Erlen-Rindeneule
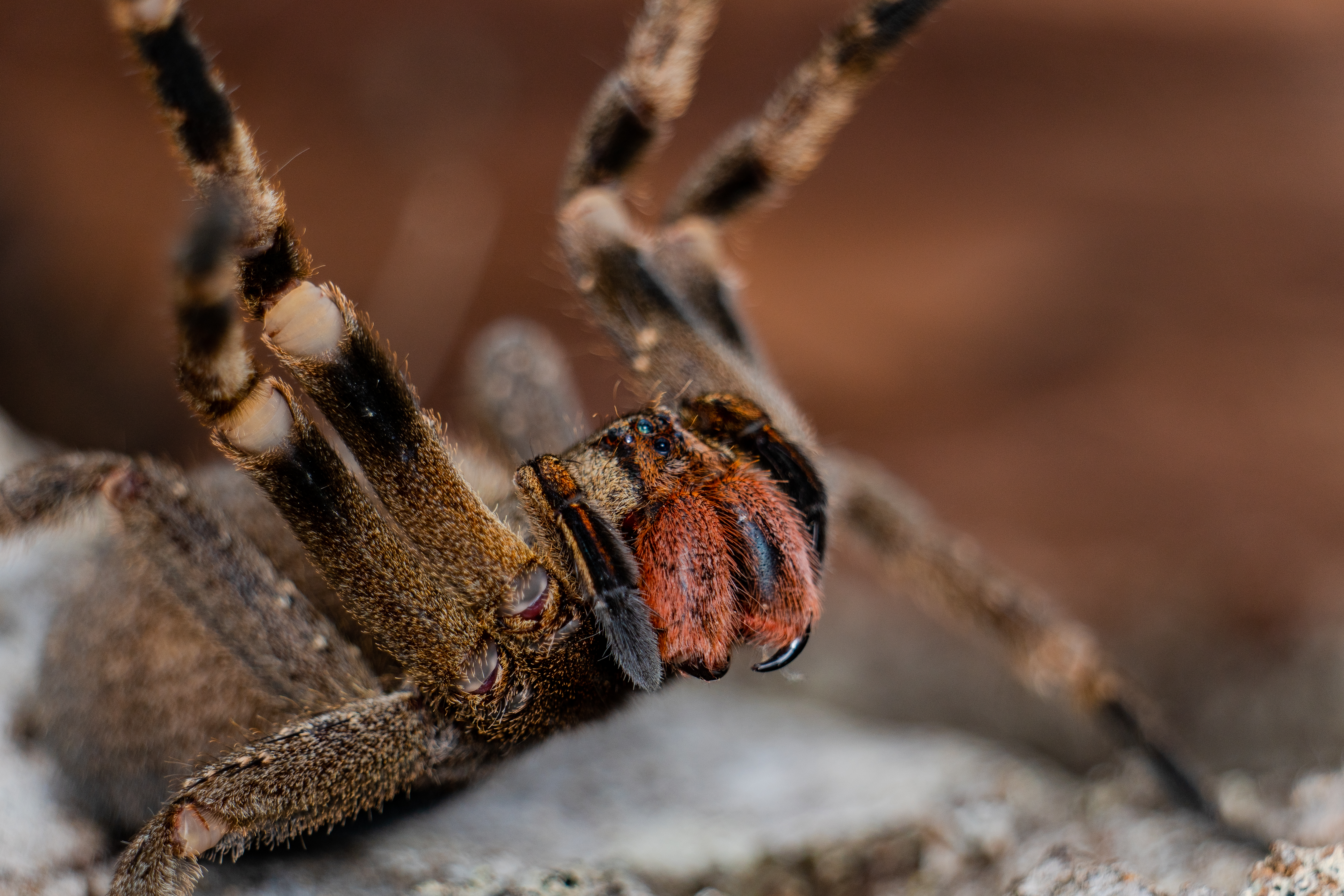
Drohende Brasilianische Wanderspinne